# Kingstown (Carolina del Norte)
Kingstown es un pueblo situado en el condado de Cleveland, Carolina del Norte, Estados Unidos. Tiene una población estimada, a mediados de 2022, de 663 habitantes.
Nombrado en honor a Martin Luther King, fue fundado en 1989. El pueblo fue llamado originalmente "Kingston", pero adoptó su nombre actual para evitar confusión con la ciudad de Kinston.

## Geografía
La localidad está ubicada en las coordenadas 35°21′44″N 81°37′12″O / 35.36222, -81.62000 (35.362105, -81.620051).  Según la Oficina del Censo, la localidad tiene una superficie de 4.56 km², correspondientes en su totalidad a tierra firme.

## Demografía

### Censo de 2020
Según el censo de 2020, en ese momento la localidad tenía una población de 656 habitantes.
| Raza                   | Núm. | Porc.  |
| ---------------------- | ---- | ------ |
| Afroamericanos         | 579  | 88.26% |
| Blancos                | 59   | 8.99%  |
| Asiáticos              | 2    | 0.30%  |
| De otras razas         | 1    | 0.15%  |
| De una mezcla de razas | 15   | 2.29%  |

Del total de la población, el 1.37% eran hispanos o latinos de cualquier raza.

### Censo de 2000
Según el censo de 2000, los ingresos medios de los hogares de la localidad eran de $32,054 y los ingreso medios de las familias eran de $33,281. Los ingresos per cápita para la localidad eran de $11,956. Los hombres tenían ingresos medios por $24,583 frente a los $20,903 que percibían las mujeres. Alrededor del 17.80% de la población estaba bajo la línea de pobreza nacional.